# 瑟伦·马森
瑟伦·马森（丹麥語：Søren Madsen，1976年5月31日—），丹麦男子赛艇运动员。他曾代表丹麦参加2000年夏季奥林匹克运动会赛艇比赛，获得男子轻量级四人单桨无舵手铜牌。